# مائوریتسیو مرلی
مائوریتسیو مرلی (ایتالیایی: Maurizio Merli؛ ۸ فوریه ۱۹۴۰ – ۱۰ مارس ۱۹۸۹) یک بازیگر اهل ایتالیا بود.
از فیلم‌هایی که وی در آن نقش داشته‌است، می‌توان به هزار و یک شب ایتالیایی، در آخرین لحظه، یوزپلنگ و مانایا اشاره کرد.